# U.S.S.R. (chanson)
Singles de Eddy Huntington
Up & Down
(1987)
Clip vidéo
[vidéo] « U.S.S.R. (audio) », sur YouTube
U.S.S.R. est une chanson du chanteur britannique Eddy Huntington. Il l'a sortie comme son premier single en 1986.
La chanson a atteint la 23e place en Allemagne et la 6e place en Suisse. Elle a ensuite été incluse dans le seul album studio d'Eddy Huntington, Bang Bang Baby, sorti sur le label ZYX Records en 1989.
U.S.S.R. est l'abréviation en anglais de l'URSS.

## Liste des titres
| 1. | U.S.S.R.         | 3:24 |
| 2. | You (Excess) Are | 3:43 |

## Classements
| Classement (1986)             | Meilleure position |
| ----------------------------- | ------------------ |
| Allemagne (GfK Entertainment) | 23                 |
| Suisse (Schweizer Hitparade)  | 6                  |